# 小野十生
小野 十生（おの じゅっせい、1896年（明治29年） - 1974年（昭和49年））は、日本の剣道家。段位は範士九段。流派は小野派一刀流。

## 略歴
佐賀県生まれ。佐々木正宜、納富教雄らに剣道を学び、佐賀県立鹿島中学校を卒業。京都の大日本武徳会本部講習生を経て、大日本武徳会滋賀支部、滋賀県警察部、朝鮮慶尚北道大邱警察、国士舘専門学校、警視庁の剣道師範を歴任。笹森順造から小野派一刀流剣術を学ぶ。

## 試合記録
- 1921年（大正10年）、中国大陸を武者修行中、奉天城内で中国武術の剣士に試合を挑まれる。青龍刀に竹刀で応じ、突き技を咽喉の寸前で止めると、中国剣士は負けを認め、傷つけることなく勝ちを収めた。

- 1940年（昭和15年）、紀元二千六百年奉祝天覧武道大会指定選士の部に出場。準決勝で津崎兼敬（武道専門学校教授）に敗れた。

## 段位称号
- 1920年（大正9年）、大日本武徳会剣道精錬証
- 1928年（昭和3年）、大日本武徳会剣道教士
- 1954年（昭和29年）、全日本剣道連盟剣道範士
- 1959年（昭和34年）、全日本剣道連盟剣道九段